# Bát trân
Bát trân là tên gọi chung của tám món ăn quý hiếm và cầu kỳ chỉ dành cho giới quý tộc cung đình, chủ yếu là các bậc vua chúa. Xưa kia, sự khác biệt của ẩm thực nơi hoàng triều với chốn bình dân thể hiện qua hai yếu tố quý hiếm và cầu kỳ. Bát trân là ví dụ điển hình cho điều này. Đây là tám món ăn thuộc hàng tuyệt phẩm mà chỉ riêng vua chúa mới có cơ hội "chạm đũa" đến. Nhờ vào bàn tay của các ngự trù, bát trân thành mỹ vị. Nhờ vào sự quý hiếm (được coi là tinh túy của thế giới muôn loài) cùng sự kết hợp y lý của các nguyên liệu đi kèm, bát trân còn là những liều thuốc bổ, mang đến sức khỏe và sự trường thọ cho các bậc vua chúa. Thật ra, tính chất bổ dưỡng của bát trân thời gian sau này mới được chứng minh. Thời xa xưa, bát trân nổi tiếng vì đều là các loại thực phẩm cực kỳ hiếm. Mà đã hiếm thì ắt là quý, rồi quý nên tất phải ngon miệng và bổ dưỡng.
Quan niệm thế nào là quý hiếm và cầu kỳ trong ẩm thực cung đình, theo thời gian, đã có nhiều thay đổi . Bởi vậy thế nào được gọi là "bát trân" về cơ bản là không thống nhất. Ở Trung Quốc, đời nhà Đường (618-907) đã có Bát trân, nhưng đến đời nhà Tống (950-1275), nhà Minh (1368-1628) thì các món ăn trong bát trân lại có sự thay đổi.

## Bát trân Việt Nam ngày xưa
Việc thống nhất các món ăn được liệt vào danh sách bát trân trong ẩm thực cung đình nước ta vẫn chưa có hồi kết, bởi hầu hết các tư liệu về ẩm thực cung đình xưa đã thất truyền khá nhiều, mặt khác thỉnh thoảng lại có thêm những nghiên cứu làm nảy sinh vài món lạ. Tuy nhiên, có thể tạm liệt kê tám món trân quý thời xưa, bao gồm: nem công, chả phượng, da tê ngưu, bàn tay gấu, gân nai, môi đười ươi, thịt chân voi và yến sào. Danh sách bát trân này rất gần với "Trung Quốc thập trân" của người Hoa, được lưu truyền từ đời Tần, Hán.
- Nem công: Công (còn gọi là khổng tước) thường sống trên đồi, gò cao hoặc trong những rừng tre trúc rậm rạp. Bởi vậy, việc săn bắt chim công khi xưa không phải dễ dàng. Nem công của người Việt được chế biến không qua nấu nướng, mà bằng cách cho thịt đùi công đã được giã mịn lên men vi sinh do tác động của các gia vị có tính nóng (riềng, tỏi, tiêu...). Thịt công là "thuốc giải" nhiều độc tố trong thiên nhiên mà con người lỡ ăn phải, nên được xem như "thần hộ mệnh" của các bậc đế vương thời trước.
- Chả phượng:  Loài chim phượng chỉ sống ở vùng núi cao, ít người trông thấy, nói gì đến bắt được chúng. Người xưa còn cho rằng chim phượng xuất hiện khi có thánh nhân ra đời. Chả phượng là món ăn cực hiếm, cách chế biến lại rất cầu kỳ. Chim phượng bắt được thì cắt tiết, nhổ lông sống chứ không dùng nước sôi như các loại gia cầm khác. Thịt phượng được giã mịn, nêm gia vị, gói lá chuối thật kín rồi hấp chín rồi lấy chân gà róc da ống chân, xiên vào viên chả. Móng chân gà làm chỗ cầm để ăn chả. Lại lấy mỡ gà trống thiến đun chảy ra, rồi mỡ đương sôi thì cho chả vào. Rán vàng xong, đoạn vớt để nguội và ráo mỡ. Khi ăn, nhúng chả vào mỡ sôi để dùng cho nóng. Muốn ăn chả cho giòn thì lấy da phượng nhúng vào nước gà sôi, lấy kéo cắt thành sợi nhỏ mà cột viên chả vào đầu xương ống chân gà. Chấm chả phượng với xì dầu hay chanh muối tiêu. Thịt chim phượng giàu dinh dưỡng, cũng là "vị thuốc" bảo vệ sức khỏe tối đa.
- Da tê ngưu: Lấy phần da gần nách tê giác, đem ngày phơi nắng, tối sấy lửa suốt 100 ngày, rồi tẩm rượu một tháng, phơi khô, cất vào hộp bằng bạc hay vàng. Khi muốn chế biến da tê ngưu, người ta phải ngâm nó vào nước tro thảo mộc bảy ngày đêm, rồi rửa sạch, đem hấp cách thủy cho chín. Sau đem thái mỏng để ăn như nem, giòn và thơm.
- Bàn tay gấu: Nhúng tay gấu vào mỡ đun sôi đủ một trăm lần để làm lông, sau đó nấu cùng nhiều vị thuốc bổ khác trong thời gian dài.
- Gân nai: Khi làm thịt, dùng lửa thui đùi nai, cạo sạch lông. Sau đó luộc cho mềm rồi xẻ lấy sợi gân, tách ra khỏi bắp thịt. Ngâm gân nai vào nước có pha ít muối và dấm cho trắng và mềm. Khi đã mềm thì cho hầm chung với những nguyên phụ liệu khác như tôm khô, củ đậu, măng tươi, chả lụa... trong nước gà hầm đã lọc lấy nước trong rồi nêm gia vị.
- Môi đười ươi: Bắt đười ươi rất khó, môi đười ươi là món ăn chỉ dành cho vua chúa.
- Thịt chân voi[2] (có thuyết nói là "vòi voi"[1]): Thịt gân ở chân voi săn chắc, giòn, chế biến món ăn vừa ngon vừa bổ dưỡng.
- Yến sào: Con chim yến làm tổ bằng nước bọt vào vách đá/gỗ tạo nên cái tổ có hình dạng một nửa chén trà. Tổ yến mới làm xong gọi là tổ yến thô. Qua quá trình vệ sinh, tinh chế tổ yến, ta có yến sạch để làm nguyên vật liệu chế biến thành các món ăn. Tổ yến có công dụng bồi bổ thần kinh, gân cốt đến chống suy nhược và kéo dài tuổi thọ.

## Bát trân hiện nay
- Yến sào (yến oa, tổ yến).
- Gân nai (lộc cân).
- Vi cá mập (ngư xí): Dùng vây cá mập. Nấu, đánh sạch thịt trên vây sau đó đem ninh với rượu và gừng trước khi chế biến với nước dùng ngọt.
- Bào ngư (ốc cửu khổng): Được hầm trong nước dùng tổng hợp gồm thịt gà, nạc heo, thịt xông khói kim hoa, gia vị suốt cả nửa ngày mới đạt đủ độ mềm, trước khi chế biến thành những món ngon như bồ câu hầm bào ngư, cháo bào ngư, bào ngư hầm nấm đông cô.
- Hải sâm: Chế biến gần tương tự món bào ngư.
- Bong bóng cá: Thường dùng bong bóng cá mú, cá đường. Thường tiềm gà với gia vị để lấy nước dùng, sau đó cho bong bóng cá vào.
- Sò điệp: Là giống sò lớn, ngon và hiếm. Thường được xào hoặc lăn bột chiên.
- Gan ngỗng: Có thể nấu cháo, làm pate, hoặc ướp gia vị và nấu trên lửa thật nhỏ.